# Nederländernas historia

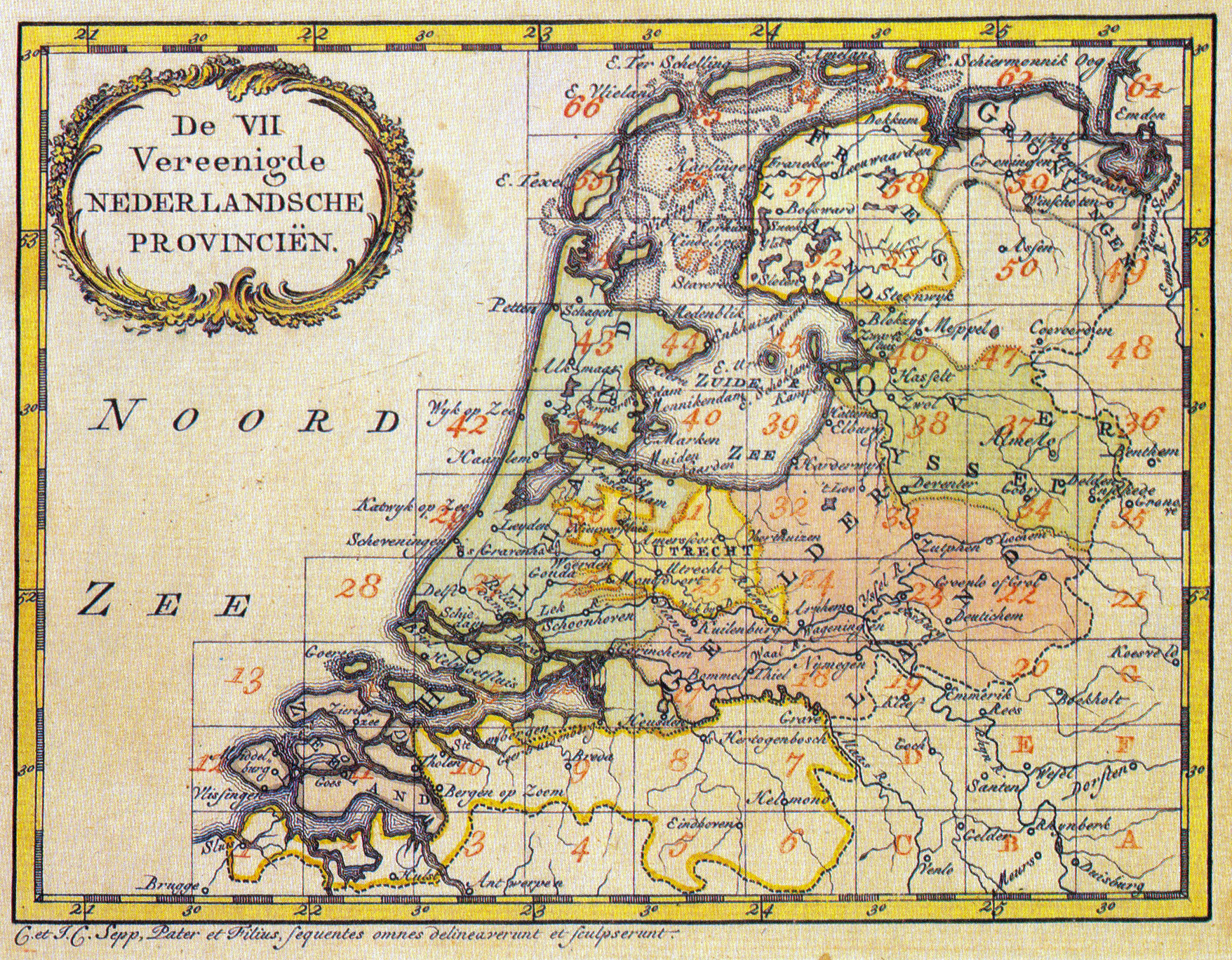
En karta över de sju förenade Nederländernas provinser, ritad av Jan Christiaan Sepp 1773.

Den här artikeln behandlar Nederländernas historia.

## Romare, germaner, franker och vikingar
Frånsett de arkeologiska fynden, är Caesars "De bello Gallico" den äldsta källan för Nederländernas historia. Vid tidpunkten för dennes fälttåg (57 f.Kr.) beboddes landet dels av germanska, dels av keltiska stammar, mellan vilka Rhen utgjorde den ungefärliga gränsen. Rent germanska stammar var bataverna, som vistades mellan Waal och Rhen ("Insula Batavorum"), och friserna mellan Rhen och Ems; den södra delen av landet beboddes av de keltiska, men med germanerna starkt uppblandade, stammar som sammanfattades under benämningen belgier.
Redan Caesar kuvade området söder om Rhen, varav under Augustus provinsen Gallia Belgica bildades. Snart kom även bataver och friser under romarnas välde. De lämnade sedan under lång tid ett utmärkt rekrytmaterial åt de romerska härarna. Batavernas av Claudius Civilis ledda uppror mot romarna (69-70) medförde ej landets befrielse. Vid slutet av 200-talet började de saliska frankerna utbreda sig över Nederländerna och intog så småningom de mellersta och södra delarna av landet, med sig sammansmältande den där boende romaniserade befolkningen. Däremot lyckades friserna utmed kusten från Scheldemynningen till Ems bevara sitt oberoende: till bundsförvanter under sina strider med frankerna hade friserna saxare, som trängt in i de trakter, som sedermera kallades Gelderland, Drente och Overijssel.
Under Klodvig I (481–511) omvändes frankerna till kristendomen. Längre dröjde det med kristendomens utbredning till friserna, vilken skedde huvudsakligen genom engelska missionärer (Willibrord och Winfrid). Frisernas och sachsarnas fullständiga omvändelse var dock snarast ett resultat av Karl den stores segrar, genom vilka dessa stammar kom under frankiska väldet. Vid detta rikes delning genom fördraget i Verdun 843 tillföll Nederländerna Lothar I och bildade sedan huvuddelen av sonen Lothar II:s rike, Lotharingien. Genom fördraget i Mersen 870 lades landet norr om Schelde, Artois och Flandern, till Frankrike; större delen av Nederländerna kom jämte det övriga Lothringen under Tyskland och hörde dit under flera hundra år, fast Nederländerna i allmänhet i förhållande till detta land intog en i det närmaste oberoende ställning. Från ungefär 840 till 880 styrde den danska vikingen Rorik en stor del av nuvarande Nederländerna, med Dorestad som centrum.

## Heliga romerska riket
Nederländernas historia under denna del av medeltiden blir egentligen historien om de olika feodalstater, som de med tiden sönderföll i. De förnämsta av dessa var hertigdömet Brabant, grevskapen Flandern, Hainaut, Holland, Gelderland, Limburg och Luxemburg samt biskopsdömena Utrecht och Liège. Feodalväsendet utvecklades starkt i Nederländerna och landet, som under 800- och 900-talen härjats svårt genom vikingatågen, blev dessutom skådeplats för ständiga fejder mellan de olika länsfurstarna. I korstågen deltog nederländska adeln synnerligen livligt.

## Framgång för de flandriska städerna
Benämningen "Nederländerna" (lat. Terræ inferiores) började komma i bruk under 1100-talet. Det syftade då på småstaterna i såväl dagens Nederländerna som dagens Belgien. Av oerhörd betydelse för Nederländernas politiska och kulturella utveckling blev det stora uppsving, som städerna började få under 1100-talet. Som "stad" räknades en plats endast såvitt den av traktens länsherre erhållit privilegiebrev. Dessa hade ett mycket skiftande innehåll, alltefter stadens betydelse och graden av den påtryckning, som den kunde utöva på länsherren. De mest betydande flandriska städerna blev med tiden faktiskt oberoende republiker, med egen härsmakt, självständig utrikespolitik och så vidare. Trots att de var skådeplatsen för våldsamma inre strider, varigenom deras ursprung ofta mycket aristokratiska författningar på många ställen fick lämna plats för mera demokratiska, vann de en makt och rikedom, varmed endast de italienska städerna kunde tävla. Industrin (särskilt textilindustrin) blomstrade som ingen annanstans under medeltiden, och Brygge, stapelorten för vävnadsindustrins råvara, den från England importerade ullen, blev under den senare medeltiden Europas främsta handelsstad. Det ekonomiska uppsvinget motsvarades av storartad blomstring på konstens och den andliga kulturens område. I Brabant och i viss mån även i de övriga Nederländerna försökte städerna, men med mindre lysande resultat, följa de flandriska städernas exempel.

## Burgund tar över

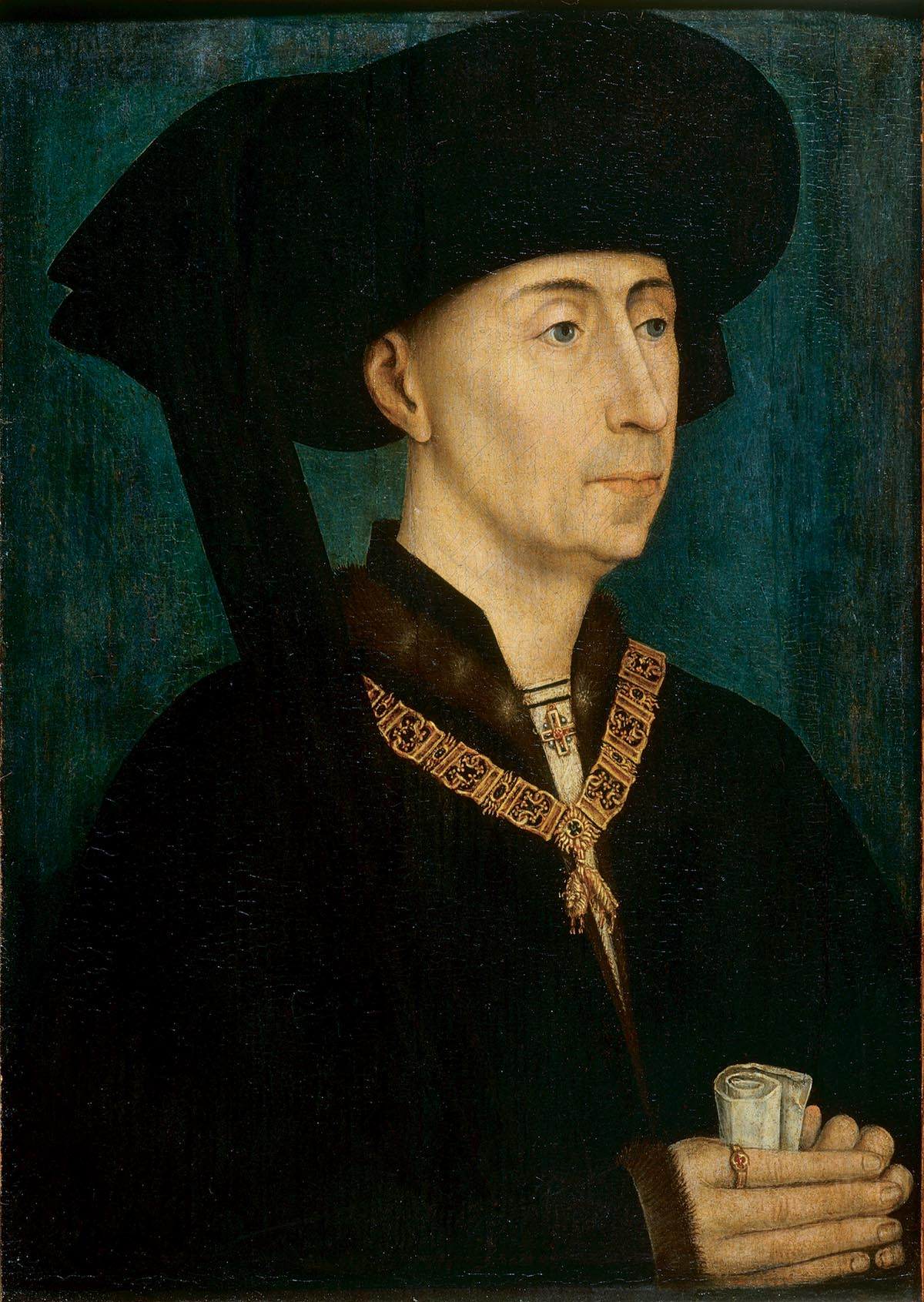
Filip den godes regering var på många sätt en glanstid för Nederländerna

Vid slutet av 1300- och början av 1400-talet lyckades det hertigliga huset Burgund, en gren av det franska kungahuset, genom arv, köp, list och våld med tiden sätta sig i besittning av de olika nederländska feodalstaterna. Hertig Filip den gode (1419–1467) behärskade, förutom sina franska besittningar, Flandern, Artois, Mecheln, Antwerpen, Namur, Holland, Friesland, Zeeland, Hainaut, Brabant, Limburg och Luxemburg samt lyckades dessutom besätta de större biskopsdömena med yngre medlemmar av sitt hus. De burgundiska hertigarnas mål var att gjuta samman de med avseende på språk, kultur och politiska förhållanden olika provinser, varav deras välde bestod, till en fast enhetsstat under en stark monarkisk regering och med en välorganiserad centralförvaltning.
Detta program lyckades Filip till stor del genomföra. Han vann understöd av adel och prästerskap, men mötte starkt motstånd från de mäktiga städerna, särskilt de flandriska, vilket han dock med full kraft slog ned. Brygge förlorade sina förnämsta privilegier 1438, och Gents motstånd krossades i det blodiga slaget vid Gavre 1453. Trots Filips många tyranniska handlingar var hans regering en glanstid för Nederländerna. Den centralförvaltning, som han upprättade, blev ett mönster för det övriga Europa. Två åtgärder av stor betydelse för landets enande var upprättandet av ett ”stort råd” i Mecheln för handläggning av rättsliga och finansiella angelägenheter samt sammankallandet av de olika provinsständernas deputerade till en gemensam ständerförsamling (generalstaterna) i Bryssel (1465). Filip höll ett glänsande hov och uppmuntrade konst och vetenskap.
Filips son, Karl den djärve (1467–1477), saknade den politiska klokhet, som behövts för att fullfölja faderns verk. Sin makt över Nederländerna upprätthöll han genom den hänsynslösa hårdhet, varmed han undertryckte alla upprorsrörelser, och han lyckades organisera en förträfflig stående här, men i sina politiska strävanden kom han till korta emot Ludvig XI av Frankrike, och militäriskt blev han besegrad av schweizarna; i det ryktbara slaget vid Nancy stupade han. Efter hans död var hans välde nära att uppslukas av Frankrike. För att komma i besittning av Nederländerna måste hans dotter Maria, underteckna dels ett allmänt privilegiebrev (le grand privilège), dels åtskilliga provinsiella författningar (till exempel Brabants så kallade joyeuse entrée, en utvidgning av ett äldre privilegiebrev med samma namn). För priset av dessa privilegier, som lade nästan all makt i ständernas händer, erhöll Maria Nederländernas hjälp mot Frankrike. Genom hennes giftermål med Maximilian av Österrike kom grevskapet Holland (sedan 1438 i personalunion Hainaut), Zeeland och norra delen av Brabant till Habsburgska huset. Under Karl V utökades det habsburgska maktområdet i Nederländerna med Friesland (1524), Utrecht (1528), Groningen (1536) och Gelderland (1538).

## Nederländerna under Karl V
Maria av Burgunds son, Filip den sköne av Österrike, efterträddes av sin son Karl V (1506–1555), men dennes faster, Margareta av Österrike, styrde under hans minderårighet och en tid därefter (1507–1530) Nederländerna som ståthållare. Margareta skötte på ett utmärkt sätt sin svåra uppgift. Karl V var född i Gent och betraktade sig alltid själv som nederländare. Med "det burgundiska arfvet" förenade han såväl Spaniens krona som tyska kejsarvärdigheten och blev sin tids utan tvivel mäktigaste härskare. På riksdagen i Augsburg 1548 fick Karl sina burgundiska länder erkända som en särskild krets av Tyska riket, som skulle bidraga till riksutgifterna och rikshären, men för övrigt vara självständig. Till de nederländska provinser, som hans förfäder innehaft, lade han Groningen, Overijssel, Gelderland och Utrecht, endast biskopsdömet Liège bibehöll ännu en nominell självständighet. Karl fortsatte sin burgundiska företrädares verksamhet för provinsernas sammansmältning och centralförvaltningens utveckling. Han for därvid ofta hårt fram mot provinsernas och städernas privilegier och skydde aldrig att gripa till våld för att slå ned motståndet, trots att han i övrigt strävade att regera med mildhet och hovsamhet. Under Karls regering upplevde Nederländerna åter en period av storartad materiell blomstring. Inte bara handeln och industrin, utan även jordbruket gjorde stora framsteg. Antwerpen var Europas förnämsta handelsstad. Karl var på det hela taget rätt populär i Nederländerna, trots de tunga skatter, som han utkrävde, och framför allt de hårda kättaredikten (det mest bekanta det av 1550) grundlade ett visst missnöje mot styrelsen.

## Protestantismen
Det mest betydelsefulla draget i Nederländernas historia under Karl V var protestantismens inträngande i landet. Namn som "Det gemensamma livets bröder" och Erasmus av Rotterdam utvisade Nederländernas betydelse för reformationens förberedande. Den av Luther och Zwingli väckta rörelsen vann mycket raskt insteg i Nederländerna, vars överklass var h. o. h. genomsyrad av Erasmus anda. Bland de bredare lagren vann även anabaptistiska rörelser stor utbredning. De grymma förföljelser, som redan på Karl V:s tid sattes igång mot protestanterna, bidrog endast till att egga deras iver för sin lära.
Under Karls son, Filip II, som 1555 efterträdde sin fader i Nederländerna och 1556 dessutom blev kung av Spanien, skärptes konflikten ytterligare. Filip fortsatte med ännu större hänsynslöshet och konsekvens på den väg som fadern redan slagit in på, till den absoluta monarkins upprättande och protestantismens tillintetgörelse. Personligen var Filip från början långt mindre populär än sin fader bland nederländarna, vilkas språk han inte förstod och som han stötte tillbaka genom sitt högdragna sätt och sitt inbundna väsen. Då han 1559 för alltid lämnade Nederländerna, utnämnde han sin halvsyster Margareta av Parma till ståthållare. Hon skulle vid regeringens handhavande ta råd av det av landets stormän bestående statsrådet, men detta, som bland sina medlemmar räknade Vilhelm av Oranien samt grevarna av Egmont och Hoorn, sköts helt och hållet åt sidan, och hennes ende rådgivare var den av blott tre personer sammansatta consultan, vars mest bekante medlem var kardinal Granvelle. Redan statsrådets undanskjutande och de fortsatta ivriga förföljelserna mot protestanterna väckte starkt missnöje, ytterligare stegrat genom två av styrelsens åtgärder: kvarhållandet i landet av en spansk truppstyrka och den nederländska kyrkans reorganisation, varvid ett stort antal nya biskopsstift upprättades. Sistnämnda åtgärd, som, fastän med orätt, lades Granvelle till last, troddes medföra införandet av inkvisitionen i dess fruktade spanska form. De spanska truppernas återkallande (1561) och Granvelles avlägsnande (1564), som genomdrevs genom Vilhelms av Oranien, Egmonts och Hoorns energiska ingripande, lyckades inte lugna den allmänna oron. Efter tridentinska mötets slut i (december 1563) ökades ytterligare förföljelserna mot protestanterna.
Sedan Filip avslagit en genom Egmont framförd begäran om kättarediktens mildrande, började motståndsrörelsen mot den spanska styrelsen spridas till vida kretsar i Nederländerna. Ämbetsmännen vägrade på många håll att genomföra religionsedikten, och bland den lägre adeln bildades i slutet av 1565 under ledning av Filips van Marnix ett förbund, beseglat genom den så kallade kompromissen, vars medlemmar utfäste sig att försvara varandra mot förföljelse och att utrota inkvisitionen. I april 1566 överlämnade 300 av förbundets medlemmar till en böneskrift till Margareta, där kättarediktens mildring begärdes. Vid den offentliga audiensen skall en av Margaretas rådgivare hånfullt ha betecknat petitionärerna som tiggare (ces gueux!), och benämningen geuser upptogs sedan av kompromissens medlemmar som partinamn.
Vilhelm av Oranien, Egmont och Hoorn, som hållit sig fjärran från denna rörelse, förskräcktes över dess våldsamma karaktär och föranstaltade om avsändandet av en av några bland landets förnämsta män bestående deputation till Filip för att för honom framställa lägets allvar. Detta medförde emellertid inget resultat. Emellertid hade en häftig religiös rörelse gripit folkmassorna, som uppeldades av kalvinistiska präster, och på sommaren 1566 utbröt i Flandern en våldsam bildstorm, som snart spred sig till det övriga landet. Vid mitten av augusti härjades Antwerpens domkyrka av den fanatiska mängden, och ovärderliga skatter gick förlorade. Oroligheterna stillades, först sedan Margareta gett tillstånd till hållande av kalvinistisk gudstjänst på åtskilliga orter. Våldsamheterna blev emellertid till sina följder synnerligen ödesdigra. Margareta och stormännen avlägsnades från varandra, kompromissen blev upplöst, då Margareta gav efter, och kunde sedan inte återupplivas, och hos Filip II grundlades beslutet att taga hämnd på ett sätt, som skulle omöjliggöra allt vidare motstånd mot hans planer. Filip uppsköt sin hämnd, tills han kunde därtill använda sin bästa fältherre, hertigen av Alba. I augusti 1567 drog denne in i Bryssel med 10 000 spanska soldater. Margareta nedlade nu ståthållarskapet, som övergick till Alba.

## Albas skräckstyre och nederländska frihetskriget

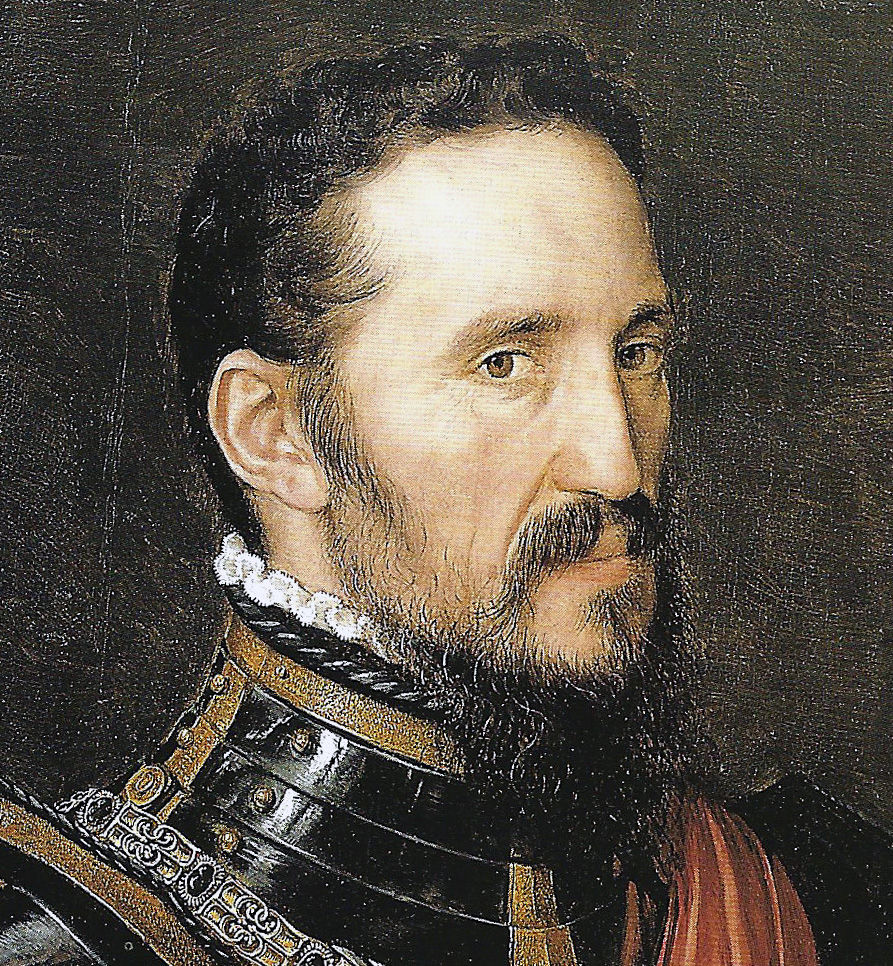
"Järnhertigen" av Alba, Fernando Álvarez de Toledo var ståthållare över Nederländerna 1567 till 1573

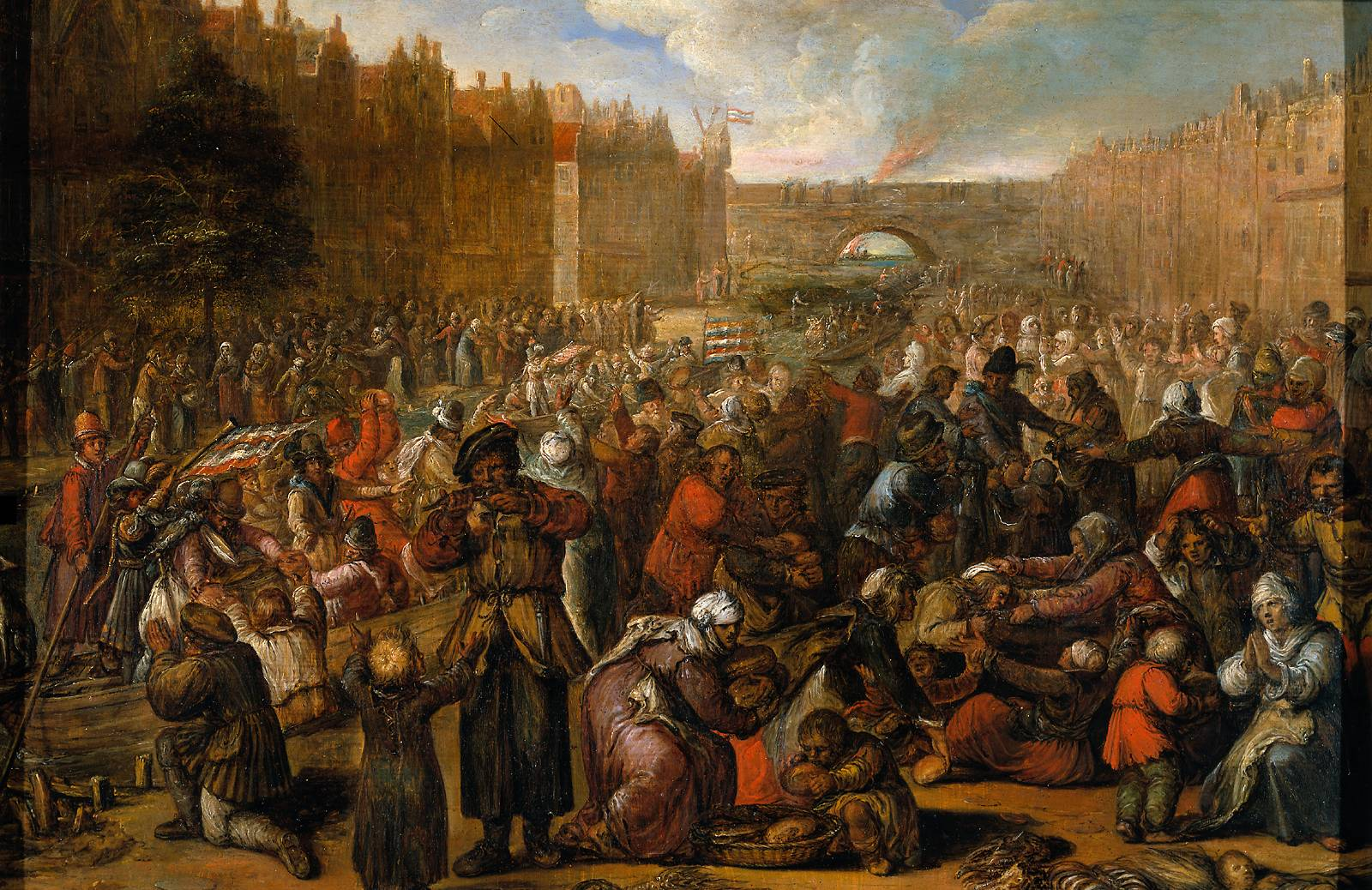
1574 upphörde den spanska belägringen av staden Leiden, vilket fortfarande firas.

Det förnämsta verktyget för det skräckregemente, som denne nu tog sin början, blev en nyinrättad domstol, conseil des troubles, känd under namnet "blodsrådet". Inför denna drogs alla som misstänktes för någon delaktighet i de senaste oroligheterna eller ansågs vara fiender till Filips politiska system. Provinserna genomsöktes av utsedda kommissarier, som skulle spåra upp de misstänkta, och avrättningarna följde sedan massvis. Landets lag och rätt trampades fullständigt under fötterna. I maj 1568 stod slaget vid Heiligerlee, som man räknar som 80-åriga krigets början. I juni 1568 avrättades Egmont och Hoorn. Vilhelm av Oranien, som i tid förutsett vad som komma skulle, hade flytt till Tyskland, men han förklarades stå utom lagen, och hans egendom konfiskerades. Ett försök, som han gjorde, att med en här av franska hugenotter och tyska protestanter komma sina landsmän till hjälp, misslyckades.
Då allt motstånd nu tycktes vara nedslaget, grep sig Alba an med att organisera envåldsmonarkien i Nederländerna. I främsta rummet införde han en omläggning av skatteväsendet, varigenom generalstaternas bevillningar ersattes med oerhört tryckande ständiga skatter, bland annat en skatt av 10% på försäljning av varor, vilken var ägnad att alldeles förstöra köpenskapen. Det redan förut jäsande missnöjet i landet nådde till följd härav sin höjdpunkt, och signalen till dess utbrott gavs genom de så kallade havsgeusernas erövring av staden Brielle vid mynningen av Maas (1 april 1572). Resningen spred sig hastigt till Holland, Zeeland, Utrecht, Friesland och Overijssel. Vilhelm av Oranien gjorde nu ett nytt försök till invasion i Nederländerna, men detta misslyckades, medan den påräknade franska hjälpen blev om intet till följd av Bartolomeinatten. Emellertid återvände han inom kort och blev upprorets ledare.
Ett möte av Hollands ständer i Dordrecht (juli 1572) valde Vilhelm av Oranien (1572–1584) till ståthållare över Holland, Utrecht, Friesland och Zeeland, utrustad med kunglig makt. Oinskränkt religionsfrihet utlovades både åt katoliker och reformerta. Meningen var ännu ej att göra sig av med Filip, utan endast att försvara liv och frihet mot Albas skräckregemente. Det krig, som nu följde, blev rikt på spännande tilldragelser och handlingar av hjältemod och grymhet på båda sidor. Haarlem måste ge sig åt spanjorerna efter ett halvt års med lysande tapperhet uthärdad belägring, som gav de upproriska tid att samla sig och hämta krafter. Vid Alkmaar stannade segern på holländarnas sida. Alba lämnade 1573 Nederländerna, utan att ha lyckats kuva den resning, som hans hårdhet mest bidragit att framkalla.
Hans efterträdare Requesens, fortsatte efter fruktlösa underhandlingar kriget, men utan större framgång. Holland och Zeeland utgjorde alltjämt prinsens av Oranien fasta stöd. Från denna period av kriget är särskilt Leidens tappra försvar mot spanjorerna ryktbart. Efter Requesens plötsliga död i mars 1576, gjorde hans spanska soldater myteri, spred sig över landet under mord och plundringar och förhärjade slutligen 3 november det rika Antwerpen ("la furie espagnole"). Denna ohyggliga händelse gjorde hastigt slut på all oenighet mellan provinserna. Ett fördrag slöts mellan å ena sidan Holland och Zeeland, representerade av Vilhelm av Oranien, och de övriga provinserna, representerade av de i Bryssel församlade generalstaterna. Genom detta fördrag, pacifikationen i Gent (8 november 1576), sammanslöts alla Nederländerna till kampen mot spanjorerna, fastän Filips överhöghet fortfarande erkändes. Den nye spanske ståthållaren, Don Juan d'Austria, måste underskriva det "eviga ediktet", där han lovade att iakttaga landets privilegier och sända iväg de främmande trupperna. Dessa löften höll han dock inte länge, och Vilhelms av Oranien och motståndspartiets inflytande blev därför under hans tid oförminskat.
I Juans efterträdare (från 1578), Alessandro Farnese, hertig av Parma och Piacenza, fick Filip en mera statsklok representant. Lika framstående som diplomat och fältherre, förstod Alexander mästerligt att begagna sig av den motsats, som utbildat sig mellan de övervägande katolska, av fransk kultur influerade och starkt aristokratiska södra provinserna och de nordliga, kalvinistiska, som utgjorde huvudstödet för Oranierns makt. En särskild förening mellan några av de katolska provinserna ingicks i Arras i början av 1579. De sydliga provinser skulle komma att utgöra de Spanska Nederländerna.

## Republiken Förenade Nederländerna (1581–1795)
Svaret från de nordliga provinserna lät inte vänta på sig. Genom unionen i Utrecht (29 januari 1579) förband sig provinserna Holland, Zeeland, Utrecht, Gelderland och Groningen att "som om de vore en enda provins" försvara sina rättigheter och friheter och upprätthålla religionsfrihet för både katoliker och protestanter inom förbundets område. Till unionen anslöt sig så småningom även Overijssel och Friesland, varigenom "de sju provinsernas" statsförbund var färdigbildat. Denna sammanslutning var ett verk av prinsens av Oranien broder Johan. Vilhelm själv gillade den inte till en början, eftersom han framhärdade i sina strävanden att ena alla Nederländer. Vilhelm, som fann, att kampen inte kunde föras vidare utan främmande hjälp, slöt fördrag med franske konungens bror, hertigen av Anjou, enligt vilket denne på vissa villkor övertog suveräniteten över de nederländska provinserna, utom Holland och Zeeland. Dessa provinser ville ej ha någon annan styrande än Vilhelm av Oranien, och denne åtog sig också efter någon tvekan att vara deras greve. I samband med detta sade han också upp de nordliga provinserna, tillsammans med Flandern och Brabant, Filip II tro och lydnad (1581).
Anjous ledarskap över Nederländerna blev emellertid fullständigt misslyckat. Vilhelm förde under oerhörda svårigheter kampen vidare, tills han 1584 blev mördad. Farnese underlade sig då Flandern och Brabant och intog (1585) det fasta Antwerpen efter långvarig belägring. De norra provinserna beslöt att trots den ogynnsamma ställningen fortsätta kampen för sin frihet. Svårigheter vållades icke minst av det oskickliga sätt, varpå ledaren för en av drottning Elisabet översänd engelsk truppstyrka, earlen av Leicester, skötte sin uppgift. Emellertid fann de rebelliska provinserna i Hollands "landsadvokat" (de holländska ständernas sekreterare) Johan van Oldenbarnevelt en framstående politisk ledare, och i Vilhelms son, Moritz av Nassau (1567-1625), en fältherre, som snart visade sig vara samtidens främste.

### Utrikespolitisk maktfaktor

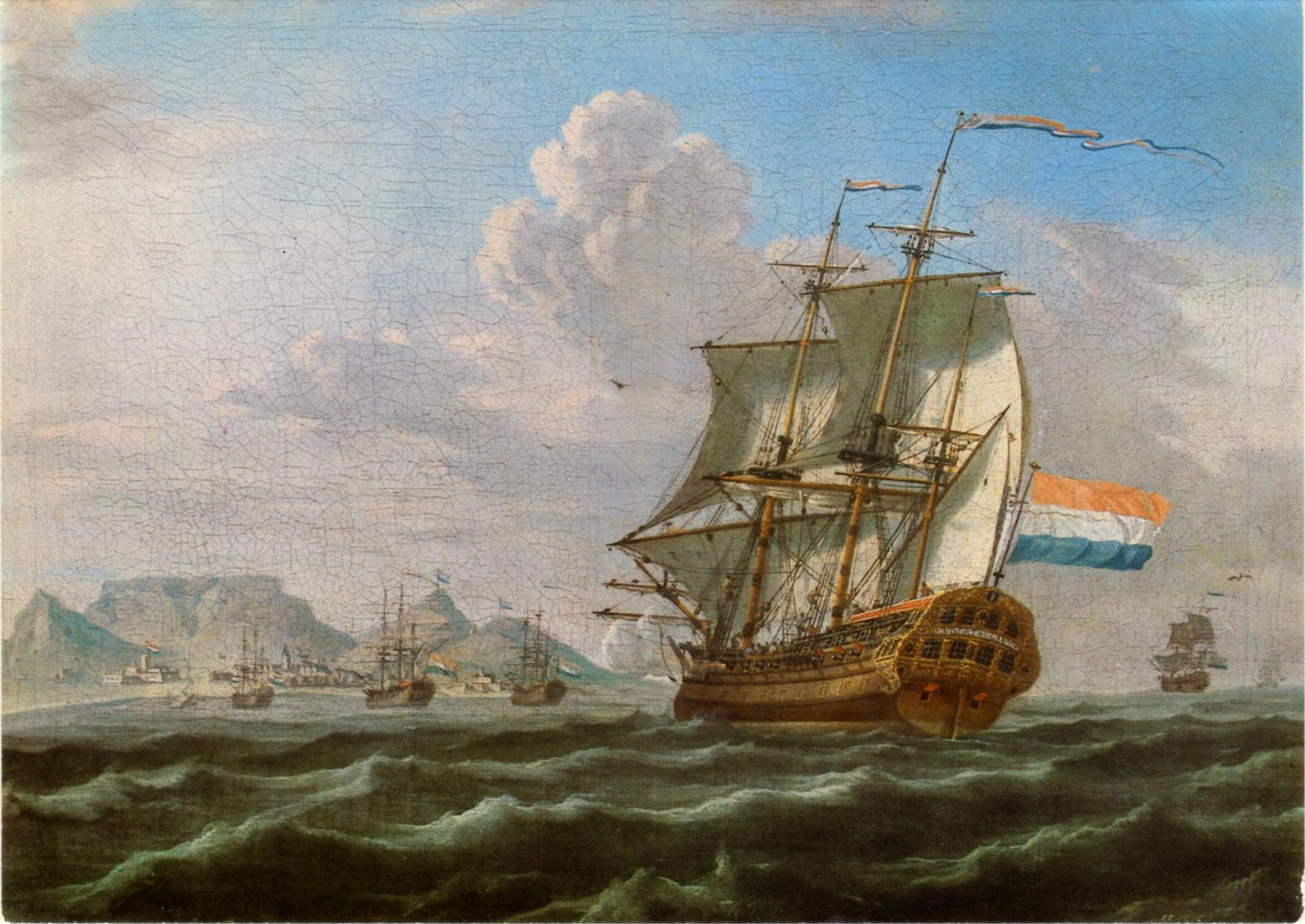
Nederländskt fartyg i Table Bay 1762

Med avbrott för ett stillestånd 1609–21 fördes kriget mot Spanien vidare till 1648. Nederländsk krigskonst blev under denna tid förebild i hela Europa med Moritz av Nassau som mästaren, och Nederländerna blev en av de viktigaste utrikespolitiska faktorerna i Europa. Holland förblev den mest inflytelserika delstaten i området. Inre stridigheter kom en tid att äventyra Nederländernas ställning; en häftig rivalitet mellan storköpmännen i provinsen Holland under van Oldenbarnevelt och ett folkligt parti som stödde hertigen av Oranien i att skapa en fastare organiserad enhetsstat uppstod. De senare partiet var i religiöst avseende ortodoxt kalvinstiskt, medan det andra var arminianskt. 1619 föll avgörandet, Moritz segrade över hela linjen och Oldenbarnevelt avrättades.
Den oraniska politiken, till formen om inte till namnet monarkiskt och krigiskt inriktad uppehölls av Moritz bror Fredrik Henrik av Oranien till hans död 1647, då han efterträddes av sin son Vilhelm II. Året därpå blev Nederländerna genom Westfaliska freden erkänt som stat och utträdde ur Tyska riket, vartill de sydnederländska (nuvarande belgiska) provinserna Brabant, Limburg och Flandern tillföll Nederländerna.
Det ekonomiska uppsvinget i Nederländerna fortsatte under kriget. Kriget hade efter hand blivit en kamp om handelsfördelar, och Nederländerna hade erövrat stora delar av de portugisiska kolonierna i Ostindien. Kolonihandelns centrum blev snart Amsterdam. I Nordeuropa undanträngde Nederländerna under perioden helt Hansan. Sverige erhöll under 1600-talets början ekonomiskt bistånd från Nederländerna och nederländare och hade under denna tid ett politiskt stöd mot Danmark i Nederländerna. Genom Westfaliska freden lyckades Nederländerna även genomdriva ett annat önskemål, vilket varit viktigt under kriget mot Spanien: att Schelde, infartsvägen till de belgiska provinsernas centra skulle hållas stängd, varigenom all konkurrens från detta håll inom handeln omintetgjordes.
En högtstående borgarkultur kom under denna period att utvecklas i de stora handelsstäderna. Målarkonsten stod högt, och Nederländerna blev även ett av vetenskapens huvudsäten i Europa. En för tiden ovanlig religiös och politisk frihet rådde i Nederländerna.
Efter fredsslutet 1648 började åter motsättningarna mellan det oligarkiska och det oraniska partiet att göra sig gällande. När Vilhelm II ville ingripa i det alltjämt pågående fransk-spanska kriget och köpmannaaristokratin i stället önskade minskade landrustningar kom de det till kris. Vilhelm lät 1650 företa en militär kupp och stod som segrare, men avled redan samma år. Då han efterlämnade endast en minderårig son, var fältet fritt för oligarkerna, och under det att en medlem av en gren av huset Oranien var ståthållare i provinserna Friesland och Groningen, utövades den verkliga makten i de förenade Nederländerna av provinsen Hollands rådspensionär, Johan de Witt. Hans önskan var att föra en fredlig politik och därigenom gynna storköpmännens handel.
Genom utfärdandet av Navigationsakten 1652 kom dock Nederländerna i konflikt med England och redan samma år utbröt krig. Kriget fördes främst till sjöss, och trots att de nederländska flottorna bjöd de brittiska kraftigt motstånd, måste Nederländerna genom Freden i Westminster ge vika för de brittiska anspråken. Efter fredsslutet arbetade de Witt ivrigt för den för Nederländernas koloniala och kommersiella intressen nödvändiga flottans stärkande men ägnade landarmén endast ringa intresse. Till att börja med var denna politik en framgång. I Karl X Gustavs andra danska krig ingrep en nederländsk flotta och tryggade en för Nederländerna lycklig utgång av kriget. I ett nytt krig mellan Nederländerna och England 1665–67 hävdade sig den nederländska marinen till och med bättre än i det föregående kriget och i freden reglerade en del bestämmelser från 1654 i för Nederländerna gynnsam riktning.
När Ludvig XIV började sin österut riktade aggressionspolitik blev emellertid de Witts bristande omsorg om armén ödesdiger för den härskande oligarkin. Visserligen lyckades de Witt för en tid hejda Ludvig genom trippelalliansen med England och Sverige, men sedan Ludvig lyckats upplösa denna och låtit franska trupper rycka in i Nederländerna kom det missnöje, som inom de breda folklagren härskade mot det oligarkiska partiet till utbrott och de Witt mördades. Vilhelm II:s son Vilhelm III blev Hollands ståthållare och befälhavare över Nederländernas krigsmakt. Under det följande Fransk-nederländska kriget lyckades han genom sina militära operationer och skicklig diplomati inte bara rädda Nederländernas självständighet undan blev själv som främste representant för motståndet mot Ludvig XIV en huvudgestalt inom Europas politiska liv. Från 1688 blev han även kung av England.
För Nederländernas vidkommande betydde Vilhelms storpolitiska framgångar dock ganska lite. Krigspolitiken fortsatte efter Vilhelms död utan arvingar av Hollands rådspensionär Anthonie Heinsius men gav föga resultat. Den med stora förväntningar motsedda barriärtraktaten föranledde åtskilliga besvärligheter. Över huvud taget blev 1700-talet en nedgångsperiod för Nederländerna. Såväl kommersiellt som industriellt överflyglades de av England, och deras politiska betydelse minskades snabbt. Detta blev uppenbart på 1740-talet, då Nederländerna blandade sig i Österrikiska tronföljdskriget. Dess för Nederländerna viktigaste följd var en inre omvälvning, som överflyttade makten från den holländska rådsaristokratin till en gren av huset Oranien, som regerat de norra provinserna. 1747 blev dess ståthållare som Vilhelm IV Nederländernas arvsståthållare. Varken han eller hans son Vilhelm V, som 1751 efterträdde honom men först 1766 tillträdde regeringen förmådde göra sig gällande.
1770- och 1780-talen medförde ytterligare svårigheter. Nederländernas deltagande i Amerikanska frihetskriget medförde koloniala förluster, ett franskorienterat "patriotiskt" parti drev opposition mot ståthållaren, som endast med preussisk hjälp lyckades ta kontrollen över Amsterdam från upprorsmännen.

## 1795-1840
Upplysningen under 1700-talet skapade stora förväntningar i Nederländerna, och när den franska revolutionen bröt ut hoppades många s.k. "patrioter" att man med franskt stöd skulle kunna genomföra omfattande politiska förändringar. När den franska armén ockuperade landet 1795 fick de också hjälp av en folkresning. 

### Bataviska republiken
Nederländerna fick 1795 namnet Bataviska republiken och var helt underställt Frankrike. Som en fransk vasallstat var den Bataviska republiken allierad med Frankrike i dess krig mot i första hand Storbritannien. Detta medförde att det mesta av det nederländska kolonialväldet förlorades och att den nederländska flottan besegrades vid slaget vid Camperdown (Camperduin) 1797. Den nederländska handelns kollaps medförde en serie ekonomiska kriser och det var först under senare halvan av 1800-talet som Nederländernas välstånd nådde upp till tidigare nivå.
Napoleon I insatte 1806 sin bror Louis Bonaparte som kung i Nederländerna, samtidigt som landets namn ändrades till kungariket Holland. Nederländerna annekterades slutligen helt av Frankrike 1810, och upphörde därmed att existera som självständig statsbildning.

### Kungariket Förenade Nederländerna

Kungariket Förenade Nederländerna 1815–1830

Napoleons nederlag i slaget vid Leipzig 1813 utbröt ett uppror i Nederländerna. Vilhelm V:s son med samma namn begav sig dit och mottogs med entusiasm. Sedan Wienkongressen beslutat att förena Österrikiska Nederländerna med den Nederländerna, och därigenom skapa en stark stat vid Frankrikes nordöstra gräns, blev han som Vilhelm I av Nederländerna kungarikets förste regent. Av sitt forna kolonialvälde återfick Nederländerna huvuddelen, dock ej Ceylon och Kapkolonin, som förblev under brittiskt styre. Det nya kungariket kunde dock inte sammansmälta till en enhet, och 1830 utbröt en separatistrevolution i Belgien, som snabbt tog kontroll över området. Vilhelm I var inte villig att släppa området, och först efter långa underhandlingar och flera krigshandlingar erkände han slutligen 1839 Belgien som självständigt rike. 
Även i de egentliga Nederländerna hade en viss opposition framträtt mot Vilhelms enväldesstyre. De stora utgifterna för kriget mot Belgien vållade finansiella svårigheter och liberalerna, företrädda av Johan Rudolph Thorbecke krävde en ändring i den 1815 antagna konstitutionen. 1840 genomfördes också vissa förändringar, främst den koloniala budgetens indragning under riksdagens (generalstaternas) maktsfär. Redan samma år abdikerade Vilhelm I och efterträddes av sin son Vilhelm II.

### Nederländerna som kolonialmakt

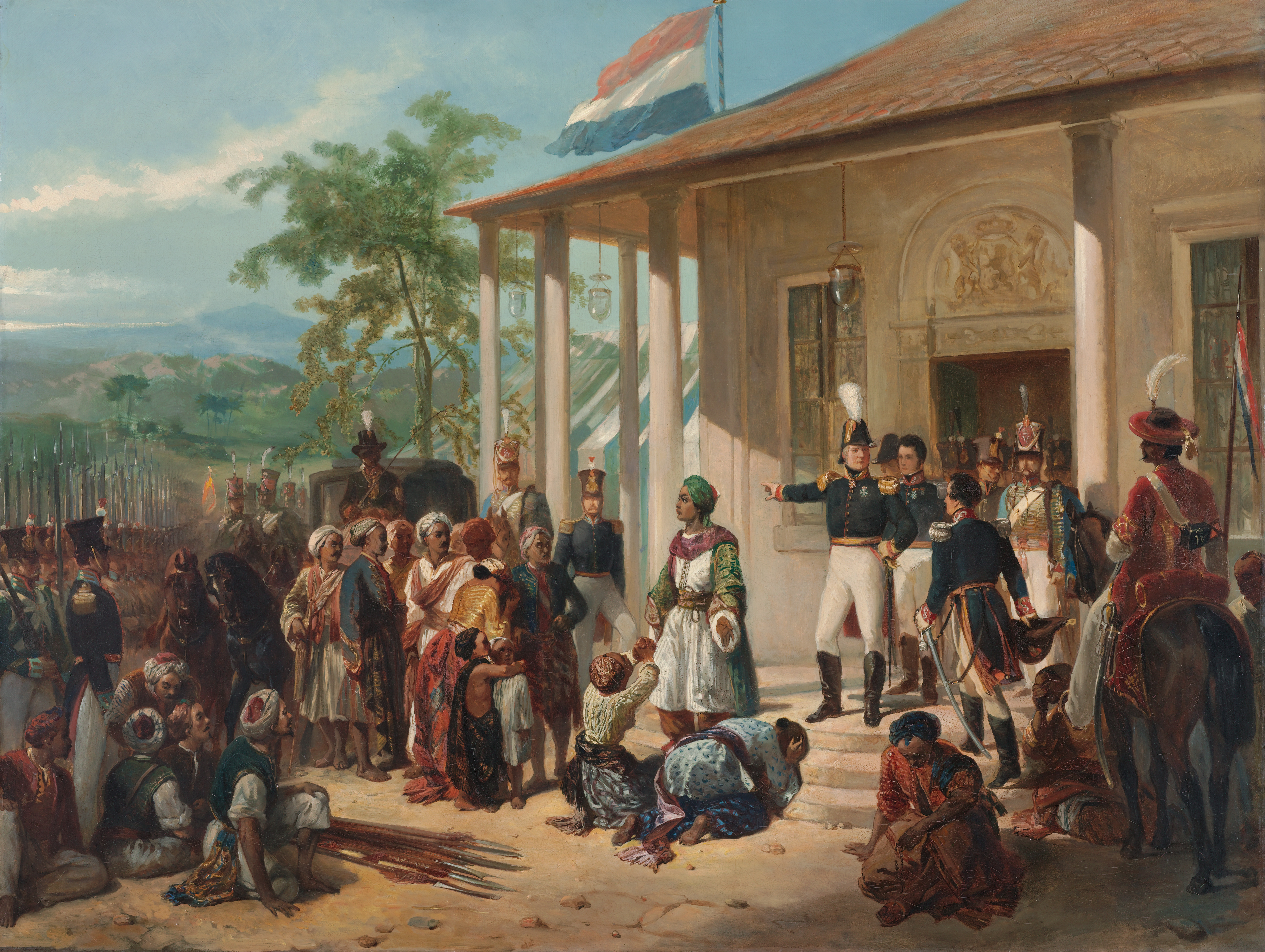
Diponegoro och General De Kock.

Nederländska Indien var en nederländsk koloni i Sydostasien från år 1800. Det var en av de viktigaste europeiska besittningarna, och bidrog till nederländska framgångar i handeln med kryddor och avsalugrödor under 1800-talet och början av 1900-talet.
Från 1840-talet och framåt satsade Nederländerna krafterna på att konsolidera sin makt över dagens Indonesien och att mota andra europeiska länderna från området. De miitära styrkorna i Koninklijk Nederlands-Indisch Leger bildades för att få kontrollen över Nederländska Ostindien (Indonesien). Nederländerna kom nu att exploatera Indonesien även utanför huvudön Java. Padrikriget följde 1821–1838 och Javakriget 1825–1830. Prinsen Diponegoro opponerade sig mot det nederländska styret och spelade en viktig roll i Javakriget. Efter kriget tvingades han till exil av holländarna. 1849 fick Nederländerna kontroll över norra Bali. Ett långvarigt krig ägde rum i Aceh-provinsen mellan nederländska styrkor och inhemsk gerilla. Först 1912 slutade den väpnade konflikten.

## 1830–1914
Befolkningen hade lämnat städerna, och världshandeln dominerades nu av britterna. De stora hamnarna slammades igen och floderna blev alltmer svåra att segla på. Hela Holland, Nederländernas västra del, var sankmark och det blev alltmer svårt att pumpa ut vattnet.
Kung Vilhelm I hade inte lyckats skapa ett nytt, sammanhängande land mellan 1813 och 1830. Hans infrastrukturprojekt, framför allt kanaler och riksvägar, stod inte klart förrän på 1840-talet.
När Vilhelm II blev kung 1840 fanns det inga pengar kvar i statskassan. Under hans regeringstid stabiliserades statsfinanserna, delvis med hjälp av överskottet från kolonierna i Ostindien. Revolutionsåret 1848 ledde till en ny grundlag i Nederländerna, utan stora oroligheter eller revolution. Thorbecke, de facto landets första premiärminister, skrev den grundlag som fortfarande är basen för Nederländerna.
Vilhelm III blev kung 1849. Då blev också resultat av hans farfars projekt mer tydligt. Första järnvägen byggdes 1839 men det tog till 1860-talet innan tågtrafik blev betydande. Ångmaskiner gjorde det möjligt att pumpa ut vattnet även ur de djupast belägna områdena. Ny jordbruksmark skapades även på näringsfattig sandjord i södra och östra delen av landet med hjälp av konstgödsel och vattenverk. Nya kanaler och stora slussar i Amsterdam (Noordzeekanaal) och Rotterdam (Nieuwe Waterweg) var början av en ny blomstringstid.

### Industrialisering
Industrialiseringen påbörjades på allvar under 1890-talet. Textilstäderna som Tilburg, Helmond och Enschede lockade mycket folk från landsbygden. Råvaror till textil- och tobaksindustri importerades från kolonier, främst Nederländska Indien. En ny epok blev tydligt när Vilhelmina blev drottning 1890, Nederländerna var en av de första monarkier där kvinnor kunde bli statsöverhuvud genom arv. I samma period etablerades de flesta politiska partier.
I början av 1900-talet grundades många av de stora företag som kännetecknar Nederländernas näringsliv i nutiden: till exempel Akzo, Philips, Royal Dutch Shell, KLM och Nederlandse Staatsmijnen (DSM). 

## 1914–1939

### Första världskriget
Under Första världskriget mobiliserades armén och förhöll sig neutralt och utanför kriget. Kriget påverkade samhället ändå på ett betydande sätt. Det fanns omkring en miljon flyktingar från Belgien i Nederländerna. Storbritanniens handelsembargo mot Tyskland var ett katastrof för Nederländerna, för hamnarna var beroende av storskaliga industriområden i Tyskland. Livsmedel ransonerades och knappheten ledde fram till Potatisupproret (Aardappeloproer) i Amsterdam 1917. 
Drottning Vilhelmina av Nederländerna blev mycket populär för sitt patriotiska ledarskap under de båda världskrigen. Under första världskriget 1914-1918 deltog hon personligen i organisationen av landets försvar. Hon fick namnet "soldatdrottningen" för sitt intresse för militären.

### Verzuiling
I perioden mellan världskrigen började Nederländerna organisera samhället i olika delar. Pelariseringen (nederländska Verzuiling) var en del av samhällssystemet fram till 1970-talet. Det fanns protestantiska, katolska, socialistiska och liberala samhällsgrupperingar, som verkade vid sidan av varandra. Alla hade sina egna politiska partier, fackförbund, idrottsföreningar, tidningar, försäkringskassor och skolor. Stora kulturella skillnader började växa fram, både i städer och på landsbygden, då delar av befolkningen bara mötte människor med samma bakgrund. Detta avtog från 1960-talet och framåt.

## Andra världskriget

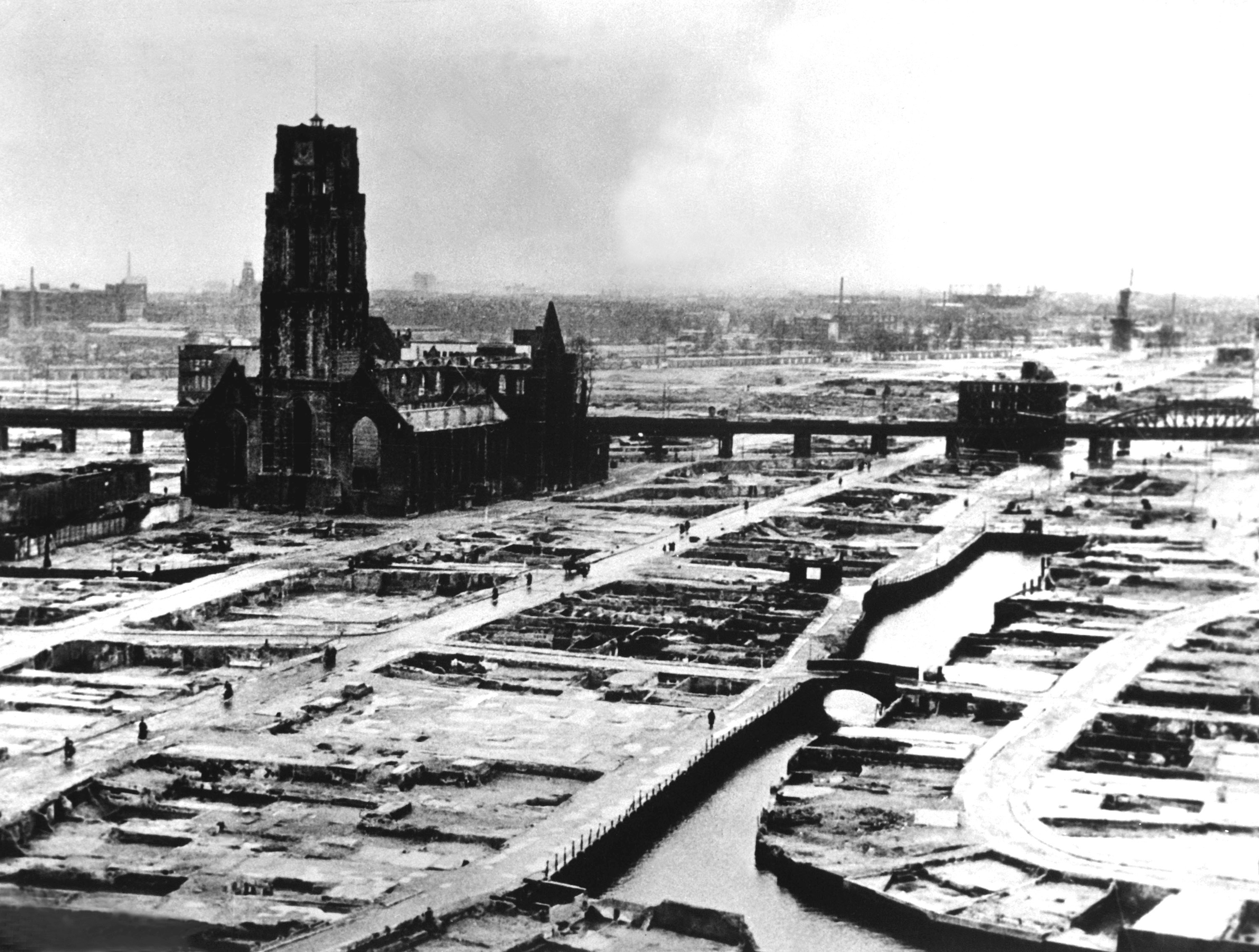
Rotterdams centrum efter bombningen i maj 1940.

Den 10 maj 1940 gick Tyskland till angrepp mot Frankrike. Innan detta inträffat gjorde Nederländerna vad de kunde för att försöka hålla sig neutrala. Efter angreppet försökte man försvara "Fästning Holland" vid Afsluitdijk och Grebbeberg, men Tyskland bombarderade Rotterdam och hotade bombardera Utrecht. Kungafamiljen och regeringen flydde i exil till London. Det nederländska försvaret kapitulerade 15 maj, fem dagar efter krigets början.
Invasionen av Nederländerna resulterade i att 7 500 nederländare stupade, saknades eller skadades. Den tyska armen förlorade 4 000 man, 3 000 skadade och 700 rapporterades saknade, och 1 400 blev tillfångatagna och blev förda till Storbritannien. Under ockupationen bildades den nederländska hemliga motståndsrörelsen. Över 23 000 motståndskämpar dog. Mellan 100 000 och 110 000 judar förlorade livet.

### Gleichschaltung
Sedan den nederländska regeringen hade vägrat att återvända, styrdes Nederländerna av en civil guvernör, till skillnad från Frankrike, Danmark och Norge, som hade marionettregeringar, eller Belgien som blev placerat under tysk militär kontroll. Den civila regeringen leddes av den österrikiske nazisten Arthur Seyss-Inquart. Den tyska ockupationsmakten införde den totalitära policyn ”Gleichschaltung”, där man systematiskt eliminerade icke-nazistiska organisationer. Romersk-katolska kyrkan och vissa socialistiska partier högljutt protesterade mot dess aktioner. 1941 uppmanar den nederländske biskopen alla katoliker att lämna församlingar som blivit 'nazifierade'. Policyn blev ett totalt misslyckande.

### Hongerwinter

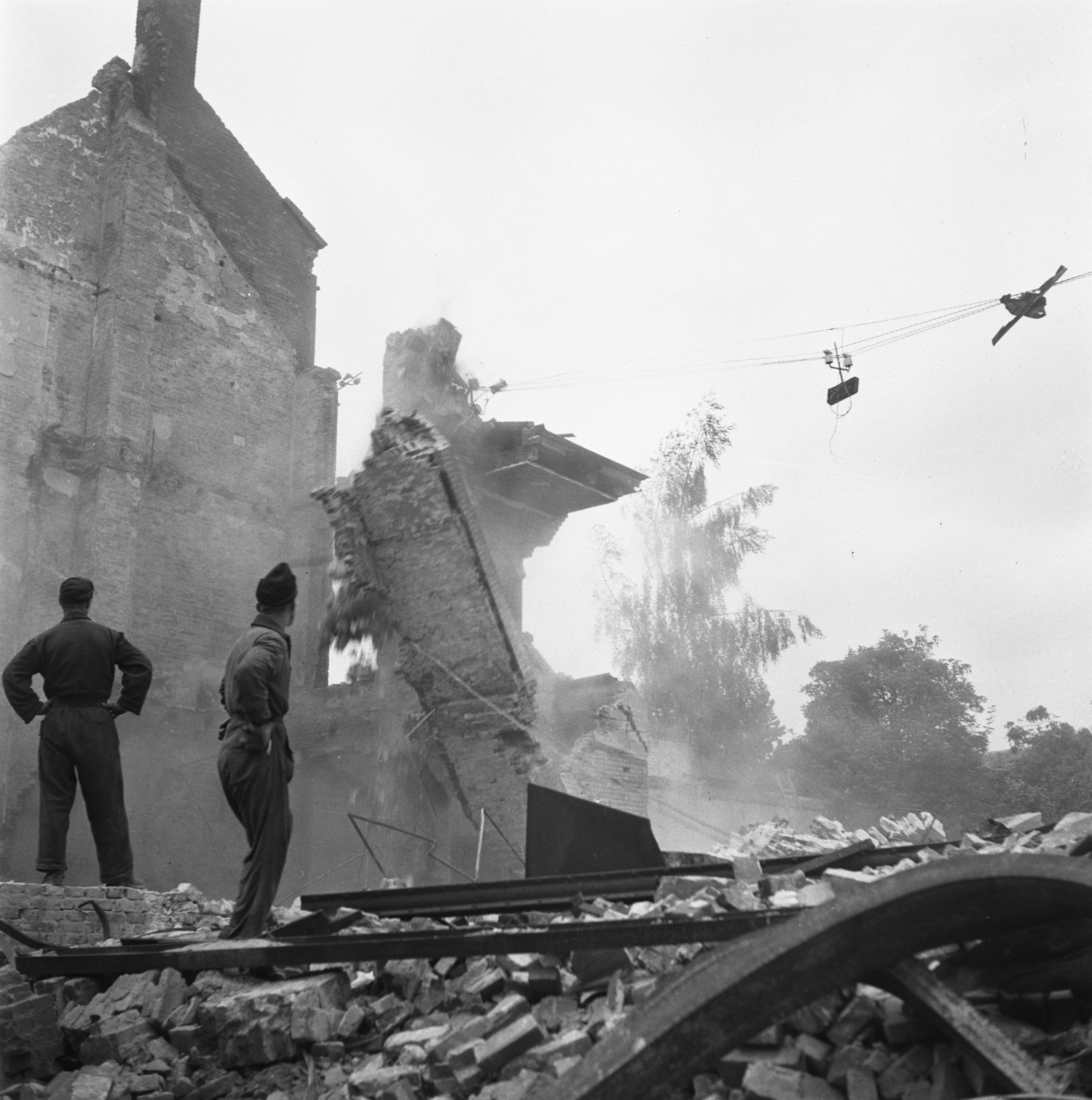
Arnhem under andra världskriget.

I slutet av kriget minskade tillgången på mat kraftigt i Nederländerna. Efter de allierades landstigning vid Dagen D förvärrades situationen ytterligare i de tyskockuperade Nederländerna. De allierade kunde frigöra den södra delen av landet, men deras frammarsch stoppades när Operation Market Garden, ett försök att ta kontroll över bron som korsade floden Rhen vid Arnhem, misslyckades. Den nationella järnvägen hade inlett en strejk i september 1944 för att stöda de allierade. Tyskarna svarade med ett embargo på alla mattransporter till västra Nederländerna.
I november 1944 lyftes i princip embargot och restriktiva mattransporter tilläts över vatten. Den ovanligt tidiga och hårda vintern hade redan börjat. Kanalerna frös och gjorde det omöjligt för pråmar att ta sig fram. Matförråden i städerna i västra Nederländerna tog snabbt slut. I slutet av november drogs de vuxnas ransoner ner till under 1 000 kilokalorier (4 200 kJ) per dag och i slutet av februari 1945 i västra delen ner så lågt som 580 kilokalorier. Under denna vintern som senare informellt kallades Hongerwinter, ”hungervintern”. Vintern var ovanligt hård och den retirerade tyska armen förstörde slussar och broar för att översvämma landet och hindra de allierades frammarsch. Förflyttningen av människor och förstörelsen när Nederländerna blev den huvudsakliga västra slagfältet, förstörde mycket av jordbruksmarken och gjorde det svårt att transportera mat.
Från september 1944 till våren 1945 dog ungefär 10 000 nederländare med undernäring som den huvudsakliga orsaken, och många fler med hunger som en bidragande orsak.
Nederländernas regering ville efter andra världskriget annektera delar av Tyskland som krigsskadestånd. Den mest utförliga versionen av planen skulle ha omfattat de tyska städerna Köln, Aachen, Münster och Osnabrück, och utöka Nederländernas area med 50 %. Denna plan fick inget stöd från övriga västallierade, och till slut annekterade Nederländerna Elten på 69 kvadratkilometer. Västtyskland köpte år 1963 tillbaka större delen av territoriet (utom ett litet område om 3 kvadratkilometer) för 280 miljoner D-Mark.

## Efterkrigstiden
Arbetarpartiets Willem Drees var landets regeringschef 1948-1958. Drees ledde Nederländerna under återuppbyggnaden och ekonomiska återhämtningen efter andra världskriget, avkolonisering med bland annat Indonesiens frigörelse samt landets anslutning till Europeiska unionens föregångare EEC, Nato, Benelux och OECD:s föregångare OEEC.

### Avkolonisering

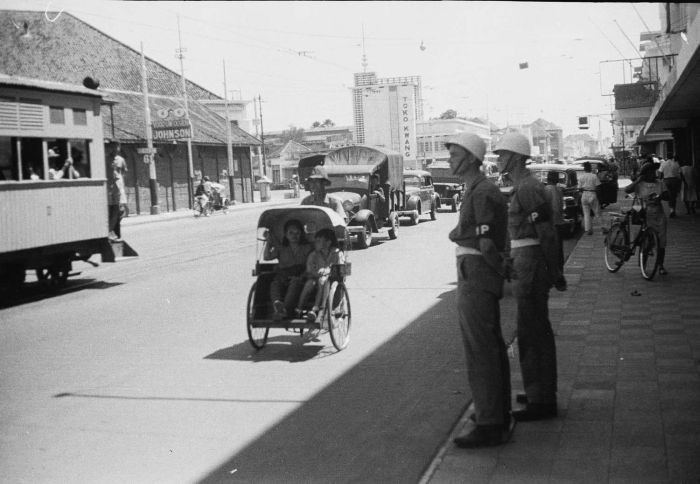
Militärpolis i Surabaya 1948.

1945 förklarade sig Nederländska Indien självständigt som Indonesien. Då hade den nederländska förvaltningen omintetgjorts av den japanska invasionen och den därpå följande ockupationen. Genom det Indonesiska självständighetskriget (1945-1949) som började efter andra världskrigets slut vann den forna kolonin sin självständighet och bildade staten Indonesien. Nederländerna gav upp sina anspråk först efter påtryckningar från FN och USA. Nederländska Nya Guinea blev självständigt 1961–1962. 300 000 personer emigrerade från Indonesien till Nederländerna under de kommande 20 åren: så kallade "Indos" med både nederländska och indonesiska rötter, sydmoluckiska soldater med familjer och personer från Guinea. De kristna sydmoluckiska soldaterna hade rekryterats till den nederländska kolononialarmén under självständighetskriget. 1950 utropades Republiken Sydmoluckerna (Republiken Maluku Selatan) men den omintetgjordes av Indonesien fram till 1955. 35 000 sydmolucker emigrerade till Nederländerna av rädsla för repressalier i Indonesien. En sydmoluckisk självständighetsrörelse bildades i Nederländerna.
Avkolonialiseringen fortsatte där Nederländska antillerna och Surinam (tidigare Nederländska Guyana) 1954 gavs ny status som likställda partners till Nederländerna. Ansvaret för försvars- och utrikespolitik kvarstod hos Nederländerna. 1975 följde Surinams självständighet. En följd blev en massemigration från Surinam till Nederländerna och idag bor lika många med surinamesiska rötter i Nederländerna som det bor i Surinam. Aruba blev en egen del 1986 sedan området brutit sig loss från Nederländska antillerna. Många personer från de tidigare kolonierna har emigrerat till Nederländerna. Under 1960-talet kom även stora grupper från Turkiet och Marocko som arbetskraftsinvandrare.

### Deltaprojektet

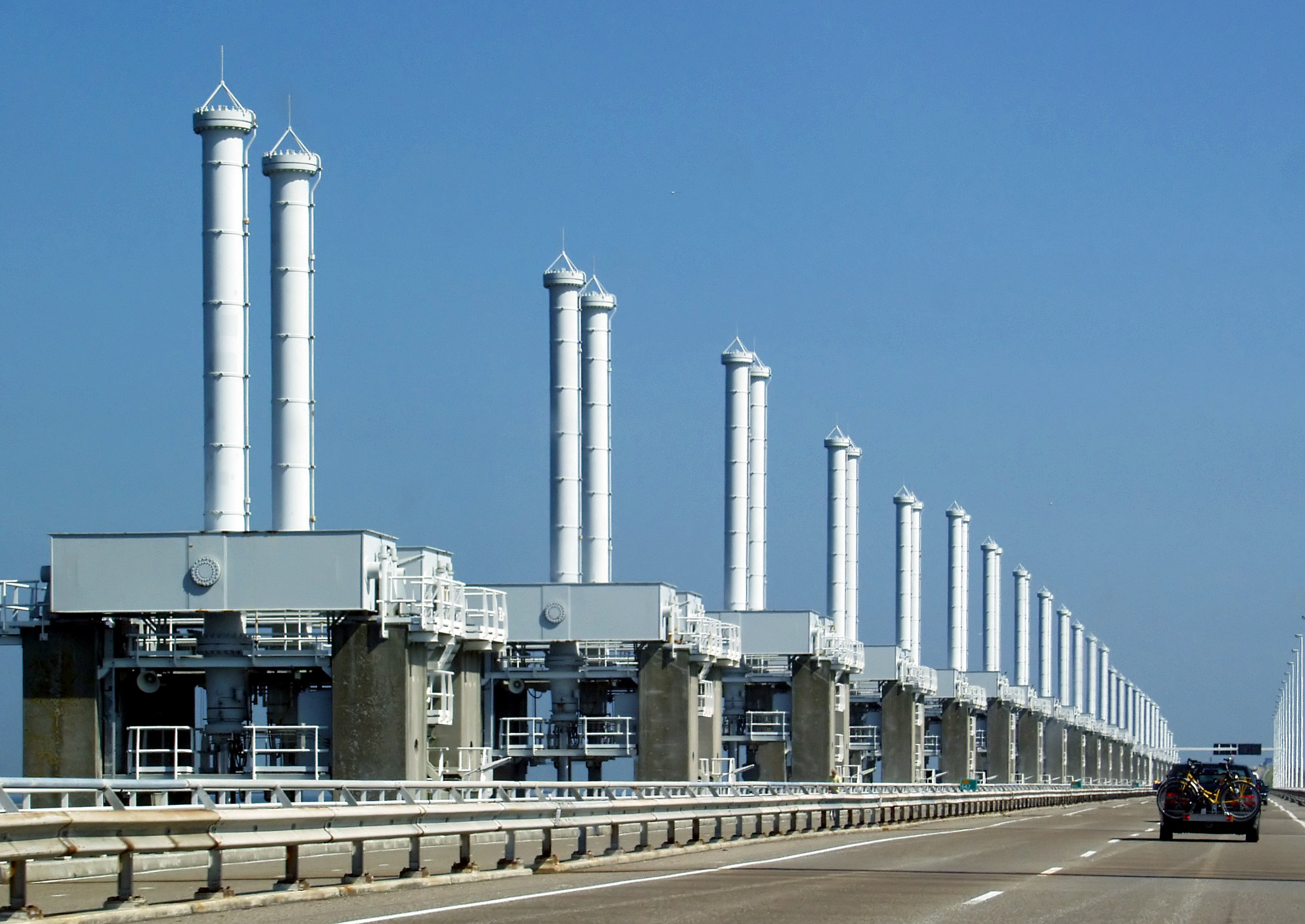
Deltaprojektet

Stormfloden i Nordsjön 1953 orsakade den svåraste stormflodskatastrofen i Nordsjön under 1900-talet och drabbade stora delar av kusten i Nederländerna. Stora delar av den nederländska kusten fick genom Deltaprojektet den största skyddsbarriären i världen och en ny infrastruktur byggdes upp. 
1960-talets proteströrelse bland unga hade genom Provorörelsen en nederländsk variant med en motkulturrörelse som 1965–1967 fokuserade på att utlösa reaktioner hos makthavare genom provokationer. Samtidigt sker också den så kallade avpelariseringen (ontzuiling) av det nederländska samhällets uppdelning i olika klasser och religiösa grupperingar. 
Lockheedaffären 1976 innebar en regeringskris i Nederländerna. När premiärminister Joop den Uyl begärde en undersökning vägrade prins Bernhard att svara på reportrarnas frågor och sade att han stod "över sådana saker". Drottning Juliana hotade att abdikera om hennes make åtalades vilket heller inte skedde, men han tvingades den 26 augusti 1976 att avgå från samtliga sina officiella poster.

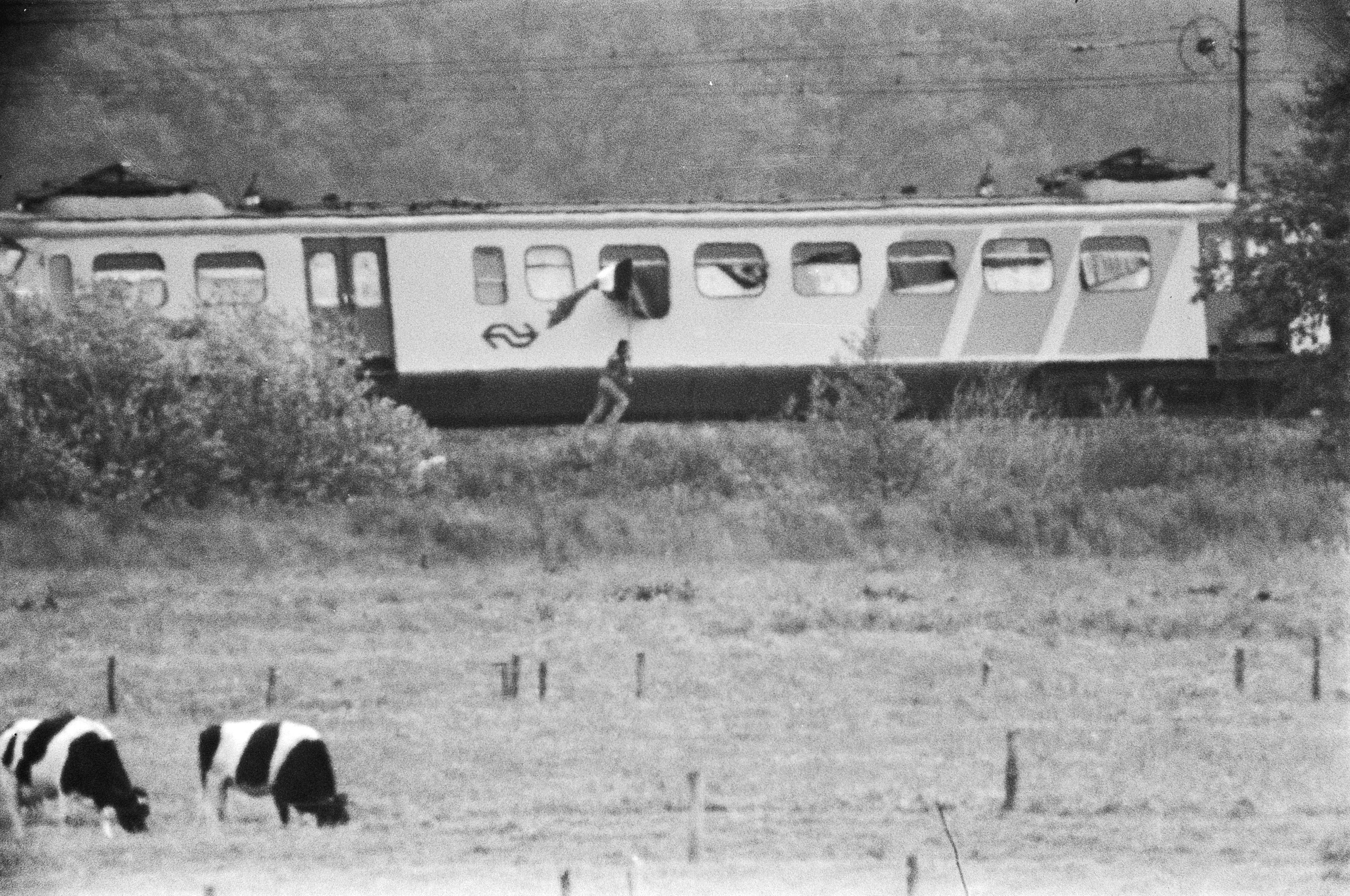
Tågkapningen 1977: en kapare viftar den sydmoluckiska flaggan.

På 1970-talet genomfördes flera terroristdåd av andra generationens invandrade molucker. De unga moluckerna, Free South Moluccan Youths, krävde ett erkännande av Republiken Sydmoluckerna. Flera attentat genomfördes och planerades. 1975 kapades ett tåg i Wijster och tre personer mördades av kaparna. I en stödaktion togs barn som gisslan på Indonesiens konsulat i Amsterdam. Det fanns även planer på att kidnappa drottning Juliana av Nederländerna. Attentatsvågen kulminerade 1977 då 50 passagerare ombord på ett tåg togs som gisslan och en 20 dagar lång gisslantagning följde. Samtidigt tog en annan grupp gisslan på en skola i Bovensmilde. Gisslantagningen fick sitt slut då nederländska specialstyrkor gick in i tåget varpå sex kapare och två personer ur gisslan sköts till döds.
På sin 71-årsdag den 30 april 1980 abdikerade Juliana som Nederländernas regent till förmån för sin äldsta dotter, den då 42-åriga Beatrix. Ruud Lubbers utsågs till premiärminister 1982 och blev kvar på posten till 1994. Han är därmed den premiärminister som tjänstgjort längst tid på posten i Nederländerna.

### Nederländerna i EU
När Europeiska kol- och stålgemenskapen skapades 1952 var Nederländerna ett av grundarländerna och Nederländerna var sedan med och grundade EEC 1957 och EU genom Maastrichtfördraget 1993. Som en av initiativtagarna till euron ersatte Nederländerna sin tidigare valuta, gulden, den 1 januari 1999 tillsammans med de andra anhängarna av en gemensam europeisk valuta. Faktiska euromynt och sedlar infördes den 1 januari 2002.
Statsvetare betraktar Nederländerna som ett klassiskt exempel på en konsociationell demokrati. Under 2000-talet har landet dock skakats av ett par mycket uppmärksammade politiska attentat (till exempel mordet på högerpopulisten Pim Fortuyn 2002), som fått det annars så lugna samhällsklimatet att skifta.